# Castello del Catajo

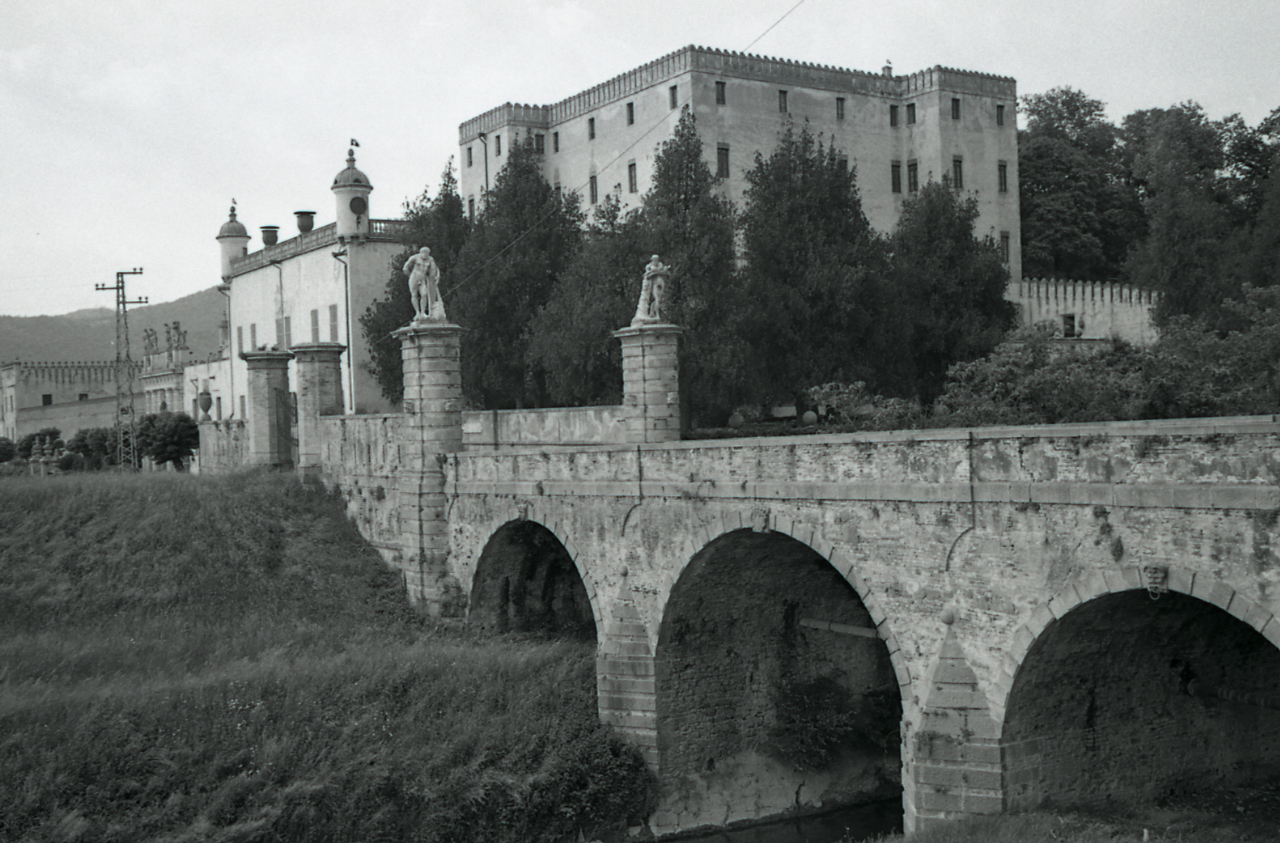
Foto von Paolo Monti, 1967

Castello del Catajo ist eine Schlossanlage in der Nähe der Stadt Battaglia Terme in der Provinz Padua.

Elefantenbrunnen

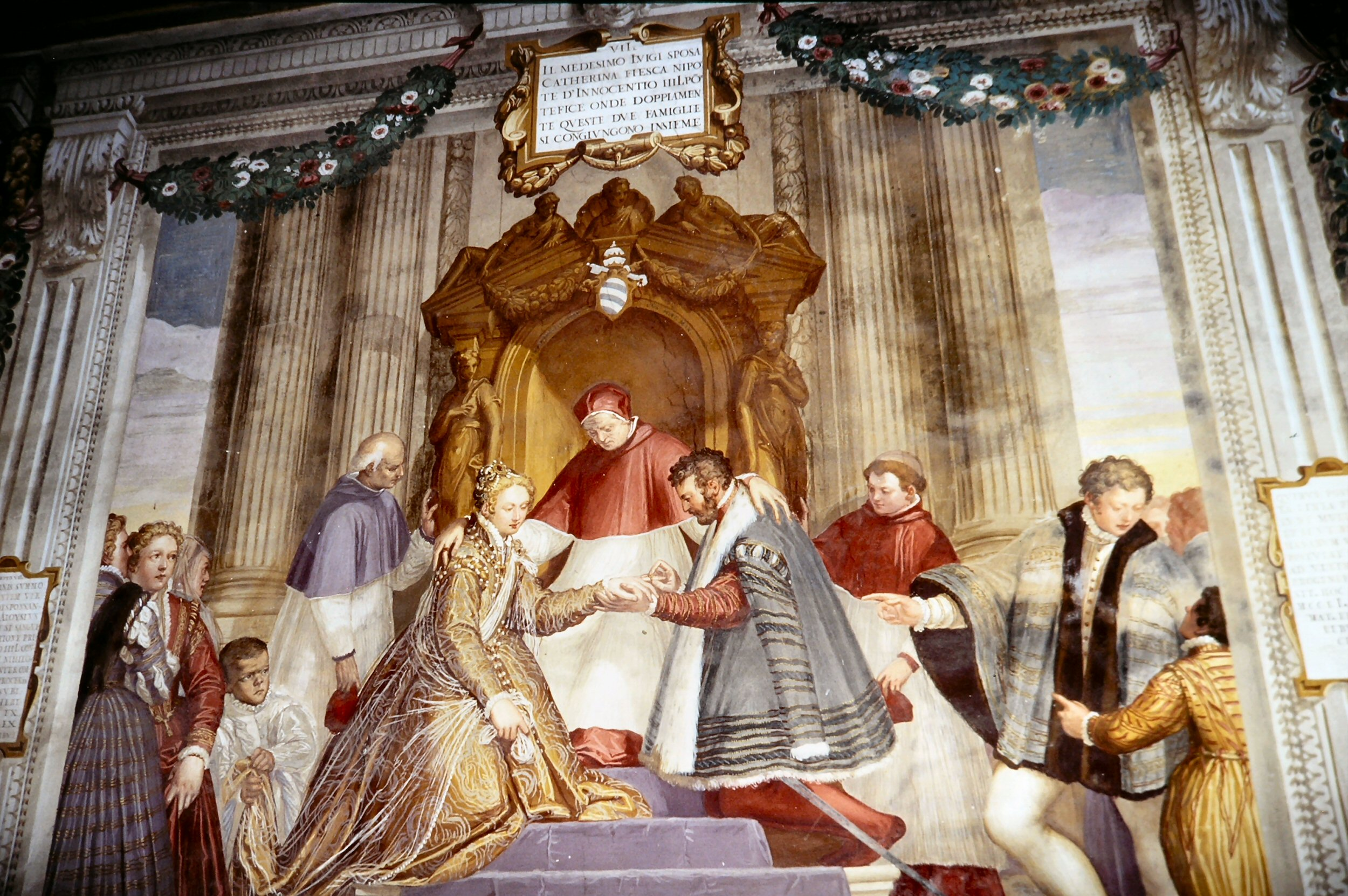
Hochzeit im Hause Obizzi von Giambattista Zelotti

## Geschichte
Die Anlage, die zunächst nur ein einfaches Landhaus war, wurde ab 1570 von Pio Enea I. Obizzi ausgebaut. Die Familie Obizzi stammte ursprünglich aus Burgund und kam mit Heinrich II. nach Italien, wo sie sich schließlich im Gebiet der Republik Venedig niederließ. Pio Enea degli Obizzi (von dem sich angeblich die Bezeichnung „Haubitze“ herleitet) war ein Condottiere im Dienste der Republik Venedig. Er beschloss hier einen Palast zu errichten, der dem Ruhm der Familie entsprach. Den Auftrag erhielt der Architekt Andrea Da Valle, der zwischen 1570 und 1578 den Bau vollendete. Das Gebäude erscheint heute als eine Mischung aus Burg und herrschaftlicher Villa.
Im Jahre 1803 starb die Familie Obizzi aus, und das Gebäude ging in den Besitz der Erzherzöge von Modena über. Unter Franz IV. von Modena wurde der obere Teil des Gebäudes erbaut. Nach dem Tod des kinderlosen Franz V. von Modena erbte dessen ganzen Besitz der österreichische Thronfolger Franz Ferdinand. In dem Schloss befand sich eine große Sammlung von Musikinstrumenten, Waffen und Gemälden aus dem Besitz der Obizzi, die nach Wien und Konopischt gebracht wurden. Während des Ersten Weltkrieges ging das Schloss in den Besitz des letzten österreichischen Kaisers Karl I. über. Nach dem Krieg wurde das Gebäude vom italienischen Staat als Kriegsreparation konfisziert und 1926 an die Familie Dalla Francesca verkauft, in deren Besitz es sich noch heute befindet.

## Beschreibung
Durch den Eingang, der in der Art eines antiken Triumphbogens gestaltet ist, gelangt man in einen Hof, der für Theateraufführungen und Turniere genutzt wurde. Neben dem Eingang befindet sich ein barocker Elefantenbrunnen. Der Piano nobile wurde von Giambattista Zelotti, einem Schüler von Paolo Veronese um 1570 mit Fresken ausgestattet, die die Taten der Familie Obizzi, vom Ahnherrn Obicio I. bis Pio Enea I., verherrlichen. An den Wänden sind Schlachten, Seegefechte, Szenen aus den Kreuzzügen, wichtige Familienereignisse, der Stammbaum der Familie Obizzi sowie allegorische Darstellungen dargestellt.